# Початки

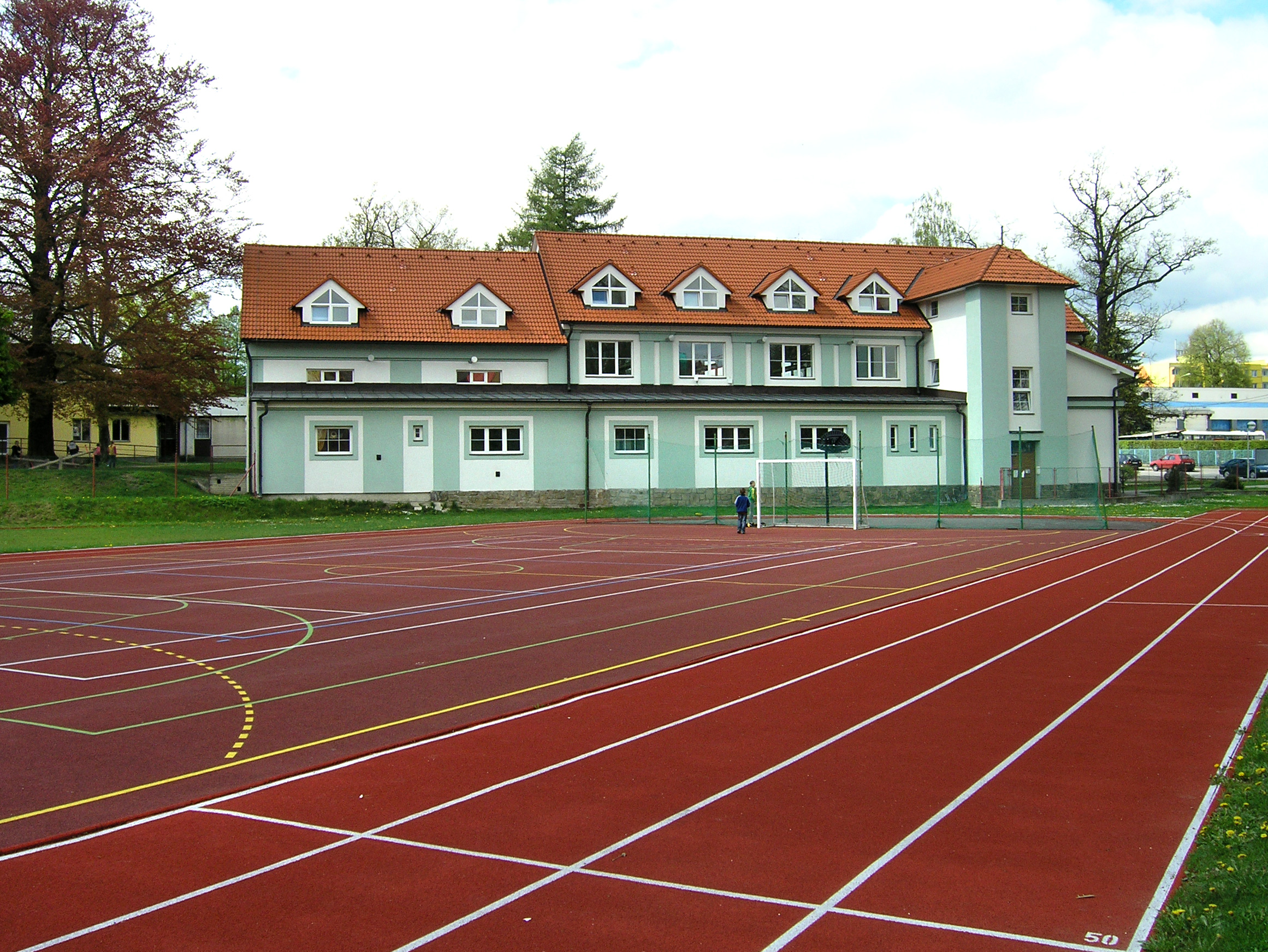
Шкільний спортмайданчик

```

```

Початки (чеськ. Počátky) — місто в Чехії, у окрузі Пельгржимов у Краї Височина. Відоме значною кількістю пам'яток культури.

## Відомості
Станом на 15 квітня 2009 року в місті мешкали 2649 осіб.

## Пам'ятки
- Костел Божого тіла
- Костел святої Катерини
- Статуя Яна Непомука і фонтан